# Сейнт Франсоа (окръг, Мисури)
Окръг Сейнт Франсоа (на английски: Saint Francois County) е окръг в щата Мисури, Съединени американски щати. Площта му е 1171 km², а населението - 63 214 души. Административен център е град Фармингтън.